# Heptaptèrids
La família dels heptaptèrids (Heptapteridae) és constituïda per peixos actinopterigis d'aigua dolça de l'ordre dels siluriformes que es troba des de Mèxic fins a Sud-amèrica.

## Gèneres i espècies
- Acentronichthys (Eigenmann & Eigenmann, 1889)[3]
  - Acentronichthys leptos (Eigenmann & Eigenmann, 1889)
- Brachyglanis (Eigenmann, 1912)[4]
  - Brachyglanis frenata (Eigenmann, 1912)
  - Brachyglanis magoi (Fernández-Yépez, 1967)
  - Brachyglanis melas (Eigenmann, 1912)
  - Brachyglanis microphthalmus (Bizerril, 1991)
  - Brachyglanis nocturnus (Myers, 1928)
  - Brachyglanis phalacra (Eigenmann, 1912)
- Brachyrhamdia (Myers, 1927)[5]
  - Brachyrhamdia heteropleura (Eigenmann, 1912)
  - Brachyrhamdia imitator (Myers, 1927)
  - Brachyrhamdia meesi (Sands & Black, 1985)
  - Brachyrhamdia rambarrani (Axelrod & Burgess, 1987)
- Cetopsorhamdia (Eigenmann & Fisher, 1916)[6]
  - Cetopsorhamdia boquillae (Eigenmann, 1922)
  - Cetopsorhamdia filamentosa (Fowler, 1945)
  - Cetopsorhamdia iheringi (Schubart & Gomes, 1959)
  - Cetopsorhamdia insidiosa (Steindachner, 1915)
  - Cetopsorhamdia molinae (Miles, 1943)
  - Cetopsorhamdia nasus (Eigenmann & Fisher, 1916)
  - Cetopsorhamdia orinoco (Schultz, 1944)
  - Cetopsorhamdia phantasia (Stewart, 1985)
  - Cetopsorhamdia picklei (Schultz, 1944)
- Chasmocranus (Eigenmann, 1912)[4]
- Gladioglanis (Ferraris & Mago-Leccia, 1989)[7]
  - Gladioglanis anacanthus (Rocha, de Oliveira & Rapp Py-Daniel, 2008)
  - Gladioglanis conquistador (Lundberg, Bornbusch & Mago-Leccia, 1991)
  - Gladioglanis machadoi (Ferraris & Mago-Leccia, 1989)
- Goeldiella (Eigenmann & Norris, 1900)[8]
  - Goeldiella eques (Müller & Troschel, 1849)
- Heptapterus (Bleeker, 1858)[9]
  - Heptapterus bleekeri (Boeseman, 1953)
  - Heptapterus fissipinnis (Miranda Ribeiro, 1911)
  - Heptapterus multiradiatus (Ihering, 1907)
  - Heptapterus mustelinus (Valenciennes, 1836)
  - Heptapterus ornaticeps (Ahl, 1936)
  - Heptapterus stewarti (Haseman, 1911)
  - Heptapterus sympterygium (Buckup, 1988)
  - Heptapterus tapanahoniensis (Mees, 1967)
  - Heptapterus tenuis (Mees, 1986)
- Horiomyzon (Stewart, 1986)[10]
  - Horiomyzon retropinnatus (Stewart, 1986)
- Imparales (Schultz, 1944)[11]
  - Imparales panamensis (Bussing, 1970)
- Imparfinis (Eigenmann & Norris, 1900)[12]
- Leptorhamdia (C. H. Eigenmann, 1918)[13]
  - Leptorhamdia essequibensis (Eigenmann, 1912)
  - Leptorhamdia marmorata (Myers, 1928)
  - Leptorhamdia schultzi (Miranda-Ribeiro, 1964)
- Mastiglanis (Brockman, 1994)[14]
  - Mastiglanis asopos (Bockmann, 1994)
- Medemichthys
- Myoglanis (Eigenmann, 1912)[4]
  - Myoglanis aspredinoides (Donascimiento & Lundberg, 2005)
  - Myoglanis koepckei (Chang, 1999)
  - Myoglanis potaroensis (Eigenmann, 1912)
- Nannoglanis (Boulenger, 1887)[15]
  - Nannoglanis fasciatus (Boulenger, 1887)
- Nemuroglanis (Eigenmann & Eigenmann, 1889)[16]
  - Nemuroglanis lanceolatus (Eigenmann & Eigenmann, 1889)
  - Nemuroglanis mariai (Schultz, 1944)
  - Nemuroglanis pauciradiatus (Ferraris, 1988)
- Pariolius (Cope, 1872)[17]
  - Pariolius armillatus (Cope, 1872)
- Phenacorhamdia (Dahl, 1961)[18]
- Phreatobius (Goeldi, 1905)[19]
  - Phreatobius cisternarum (Goeldi, 1905)
  - Phreatobius dracunculus (Shibatta, Muriel-Cunha & De Pinna, 2007)
  - Phreatobius sanguijuela (Fernandez, Saucedo, Carvajal-Vallejos & Schaefer, 2007)
- Pimelodella (Eigenmann & Eigenmann, 1888)[20]
- Rhamdella (Eigenmann & Eigenmann, 1888)[20]
- Rhamdia (Bleeker, 1858)[9]
- Rhamdioglanis (Ihering, 1907)[21]
  - Rhamdioglanis frenatus (Ihering, 1907)
  - Rhamdioglanis transfasciatus (Miranda Ribeiro, 1908)
- Rhamdiopsis (Haseman, 1911)[22]
  - Rhamdiopsis microcephala (Lütken, 1874)
  - Rhamdiopsis moreirai (Haseman, 1911)
- Taunayia (Miranda-Ribeiro, 1918)[23]
  - Taunayia bifasciata (Eigenmann & Norris, 1900)[24][25][26][27][28][29]